# 22 (Sarah McTernan-dal)
A 22 Sarah McTernan ír énekesnő dala, mellyel Írországot képviselte a 2019-es Eurovíziós Dalfesztiválon Tel-Avivban. A dal belső kiválasztás során nyerte el a dalversenyen való indulás jogát.

## Eurovíziós Dalfesztivál
Az Eurovíziós Dalfesztiválon a dalt a május 16-án megrendezett második elődöntőben adta elő fellépési sorrend szerint másodikként az Örményországot képviselő Srbuk Walking Out című dala után és a Moldovát képviselő Anna Odobescu Stay című dala előtt. Az elődöntőben a nézői szavazatok és a nemzetközi zsűrik pontjai alapján nem került be a dal a május 18-i döntőbe. Összesítésben 16 ponttal a 18., utolsó helyen végzett.
A következő ír induló Lesley Roy Story of My Life című dala volt a 2020-as Eurovíziós Dalfesztiválon.

## Külső hivatkozások
- Dalszöveg
- A dal videóklipje. YouTube-videó, Eurovision Song Contest, 2019. március 9.